# لويز ريدناب
لويز إليزابيث ريدناب (بالإنجليزية: Louise Redknapp)‏ (قبل نوردينغ، ولدت في 4 نوفمبر 1974) عرفت فنياً باسم لويز، مغنية وشخصية إعلامية إنجليزية، كانت عضوًا في إتيرنال ، وهي مجموعة فتيات ظهرت لأول مرة في عام 1993 بألبوم الاستوديو الرباعي البلاتيني دائما وأبدا، في عام 1995 غادرت الفرقة للعمل بمفردها حيث أصدرت ألبومات عارية (1996) ، و المرأة التي بداخلي (1997) و إلبو بيتش (2000).

## روابط خارجية
- Official website
- لويز ريدناب على موقع IMDb (الإنجليزية)
- لويز ريدناب على موقع ميوزك برينز (الإنجليزية)
- لويز ريدناب على موقع أول ميوزيك (الإنجليزية)
- لويز ريدناب على موقع ديسكوغز (الإنجليزية)
- لويز ريدناب على موقع قاعدة بيانات الفيلم (الإنجليزية)
- لويز ريدناب على موقع ليتربوكسد (الإنجليزية)
- لويز ريدناب على موقع كينوبويسك (الروسية)